# Lijst van planetoïden 103101-103200
Dit is een lijst van planetoïden 103101-103200 in volgorde van catalogusnummer van het Minor Planet Center. Voor de volledige lijst zie de lijst van planetoïden.
| Naam     | Voorlopige naamgeving | Datum ontdekking | Locatie ontdekking | Ontdekker  |
| -------- | --------------------- | ---------------- | ------------------ | ---------- |
| 103101 - | 1999 XD174            | 10 december 1999 | Socorro            | LINEAR     |
| 103102 - | 1999 XF174            | 10 december 1999 | Socorro            | LINEAR     |
| 103103 - | 1999 XM174            | 10 december 1999 | Socorro            | LINEAR     |
| 103104 - | 1999 XW174            | 10 december 1999 | Socorro            | LINEAR     |
| 103105 - | 1999 XB175            | 10 december 1999 | Socorro            | LINEAR     |
| 103106 - | 1999 XT176            | 10 december 1999 | Socorro            | LINEAR     |
| 103107 - | 1999 XE177            | 10 december 1999 | Socorro            | LINEAR     |
| 103108 - | 1999 XF177            | 10 december 1999 | Socorro            | LINEAR     |
| 103109 - | 1999 XN177            | 10 december 1999 | Socorro            | LINEAR     |
| 103110 - | 1999 XP177            | 10 december 1999 | Socorro            | LINEAR     |
| 103111 - | 1999 XY177            | 10 december 1999 | Socorro            | LINEAR     |
| 103112 - | 1999 XA178            | 10 december 1999 | Socorro            | LINEAR     |
| 103113 - | 1999 XD178            | 10 december 1999 | Socorro            | LINEAR     |
| 103114 - | 1999 XH178            | 10 december 1999 | Socorro            | LINEAR     |
| 103115 - | 1999 XN180            | 10 december 1999 | Socorro            | LINEAR     |
| 103116 - | 1999 XD181            | 12 december 1999 | Socorro            | LINEAR     |
| 103117 - | 1999 XY181            | 12 december 1999 | Socorro            | LINEAR     |
| 103118 - | 1999 XY182            | 12 december 1999 | Socorro            | LINEAR     |
| 103119 - | 1999 XR184            | 12 december 1999 | Socorro            | LINEAR     |
| 103120 - | 1999 XN185            | 12 december 1999 | Socorro            | LINEAR     |
| 103121 - | 1999 XP188            | 12 december 1999 | Socorro            | LINEAR     |
| 103122 - | 1999 XA189            | 12 december 1999 | Socorro            | LINEAR     |
| 103123 - | 1999 XG189            | 12 december 1999 | Socorro            | LINEAR     |
| 103124 - | 1999 XD190            | 12 december 1999 | Socorro            | LINEAR     |
| 103125 - | 1999 XQ191            | 12 december 1999 | Socorro            | LINEAR     |
| 103126 - | 1999 XX191            | 12 december 1999 | Socorro            | LINEAR     |
| 103127 - | 1999 XR194            | 12 december 1999 | Socorro            | LINEAR     |
| 103128 - | 1999 XZ195            | 12 december 1999 | Socorro            | LINEAR     |
| 103129 - | 1999 XA196            | 12 december 1999 | Socorro            | LINEAR     |
| 103130 - | 1999 XR196            | 12 december 1999 | Socorro            | LINEAR     |
| 103131 - | 1999 XK197            | 12 december 1999 | Socorro            | LINEAR     |
| 103132 - | 1999 XY198            | 12 december 1999 | Socorro            | LINEAR     |
| 103133 - | 1999 XX199            | 12 december 1999 | Socorro            | LINEAR     |
| 103134 - | 1999 XE202            | 12 december 1999 | Socorro            | LINEAR     |
| 103135 - | 1999 XL202            | 12 december 1999 | Socorro            | LINEAR     |
| 103136 - | 1999 XF203            | 12 december 1999 | Socorro            | LINEAR     |
| 103137 - | 1999 XN203            | 12 december 1999 | Socorro            | LINEAR     |
| 103138 - | 1999 XP204            | 12 december 1999 | Socorro            | LINEAR     |
| 103139 - | 1999 XS205            | 12 december 1999 | Socorro            | LINEAR     |
| 103140 - | 1999 XB206            | 12 december 1999 | Socorro            | LINEAR     |
| 103141 - | 1999 XF206            | 12 december 1999 | Socorro            | LINEAR     |
| 103142 - | 1999 XM207            | 12 december 1999 | Socorro            | LINEAR     |
| 103143 - | 1999 XY208            | 13 december 1999 | Socorro            | LINEAR     |
| 103144 - | 1999 XY209            | 13 december 1999 | Socorro            | LINEAR     |
| 103145 - | 1999 XQ210            | 13 december 1999 | Socorro            | LINEAR     |
| 103146 - | 1999 XS210            | 13 december 1999 | Socorro            | LINEAR     |
| 103147 - | 1999 XU212            | 14 december 1999 | Socorro            | LINEAR     |
| 103148 - | 1999 XQ213            | 14 december 1999 | Socorro            | LINEAR     |
| 103149 - | 1999 XC215            | 14 december 1999 | Socorro            | LINEAR     |
| 103150 - | 1999 XP215            | 14 december 1999 | Socorro            | LINEAR     |
| 103151 - | 1999 XR217            | 13 december 1999 | Kitt Peak          | Spacewatch |
| 103152 - | 1999 XR220            | 14 december 1999 | Socorro            | LINEAR     |
| 103153 - | 1999 XT220            | 14 december 1999 | Socorro            | LINEAR     |
| 103154 - | 1999 XZ221            | 15 december 1999 | Socorro            | LINEAR     |
| 103155 - | 1999 XN222            | 15 december 1999 | Socorro            | LINEAR     |
| 103156 - | 1999 XT222            | 15 december 1999 | Socorro            | LINEAR     |
| 103157 - | 1999 XU223            | 13 december 1999 | Kitt Peak          | Spacewatch |
| 103158 - | 1999 XB224            | 13 december 1999 | Kitt Peak          | Spacewatch |
| 103159 - | 1999 XP224            | 13 december 1999 | Kitt Peak          | Spacewatch |
| 103160 - | 1999 XW224            | 13 december 1999 | Kitt Peak          | Spacewatch |
| 103161 - | 1999 XF225            | 13 december 1999 | Kitt Peak          | Spacewatch |
| 103162 - | 1999 XZ225            | 13 december 1999 | Kitt Peak          | Spacewatch |
| 103163 - | 1999 XR226            | 14 december 1999 | Kitt Peak          | Spacewatch |
| 103164 - | 1999 XX226            | 15 december 1999 | Kitt Peak          | Spacewatch |
| 103165 - | 1999 XN227            | 15 december 1999 | Kitt Peak          | Spacewatch |
| 103166 - | 1999 XT227            | 15 december 1999 | Kitt Peak          | Spacewatch |
| 103167 - | 1999 XS228            | 14 december 1999 | Kitt Peak          | Spacewatch |
| 103168 - | 1999 XW228            | 14 december 1999 | Kitt Peak          | Spacewatch |
| 103169 - | 1999 XR229            | 7 december 1999  | Catalina           | CSS        |
| 103170 - | 1999 XL230            | 7 december 1999  | Anderson Mesa      | LONEOS     |
| 103171 - | 1999 XC231            | 7 december 1999  | Catalina           | CSS        |
| 103172 - | 1999 XL231            | 8 december 1999  | Catalina           | CSS        |
| 103173 - | 1999 XS233            | 4 december 1999  | Anderson Mesa      | LONEOS     |
| 103174 - | 1999 XK234            | 4 december 1999  | Anderson Mesa      | LONEOS     |
| 103175 - | 1999 XS234            | 3 december 1999  | Anderson Mesa      | LONEOS     |
| 103176 - | 1999 XT234            | 3 december 1999  | Anderson Mesa      | LONEOS     |
| 103177 - | 1999 XU234            | 3 december 1999  | Anderson Mesa      | LONEOS     |
| 103178 - | 1999 XL235            | 2 december 1999  | Kitt Peak          | Spacewatch |
| 103179 - | 1999 XO236            | 5 december 1999  | Anderson Mesa      | LONEOS     |
| 103180 - | 1999 XF237            | 5 december 1999  | Catalina           | CSS        |
| 103181 - | 1999 XR237            | 5 december 1999  | Catalina           | CSS        |
| 103182 - | 1999 XJ238            | 2 december 1999  | Kitt Peak          | Spacewatch |
| 103183 - | 1999 XA239            | 6 december 1999  | Kitt Peak          | Spacewatch |
| 103184 - | 1999 XG239            | 6 december 1999  | Socorro            | LINEAR     |
| 103185 - | 1999 XD242            | 13 december 1999 | Catalina           | CSS        |
| 103186 - | 1999 XH242            | 13 december 1999 | Anderson Mesa      | LONEOS     |
| 103187 - | 1999 XS242            | 13 december 1999 | Socorro            | LINEAR     |
| 103188 - | 1999 XT242            | 13 december 1999 | Socorro            | LINEAR     |
| 103189 - | 1999 XV242            | 13 december 1999 | Socorro            | LINEAR     |
| 103190 - | 1999 XD243            | 2 december 1999  | Socorro            | LINEAR     |
| 103191 - | 1999 XE243            | 3 december 1999  | Anderson Mesa      | LONEOS     |
| 103192 - | 1999 XF243            | 5 december 1999  | Anderson Mesa      | LONEOS     |
| 103193 - | 1999 XG243            | 5 december 1999  | Anderson Mesa      | LONEOS     |
| 103194 - | 1999 XX243            | 5 december 1999  | Anderson Mesa      | LONEOS     |
| 103195 - | 1999 XZ243            | 5 december 1999  | Anderson Mesa      | LONEOS     |
| 103196 - | 1999 XA244            | 5 december 1999  | Anderson Mesa      | LONEOS     |
| 103197 - | 1999 XZ247            | 6 december 1999  | Socorro            | LINEAR     |
| 103198 - | 1999 XT248            | 6 december 1999  | Socorro            | LINEAR     |
| 103199 - | 1999 XE249            | 6 december 1999  | Socorro            | LINEAR     |
| 103200 - | 1999 XL249            | 6 december 1999  | Socorro            | LINEAR     |